# ۱۲۶۴ (خورشیدی)
۱۲۶۴ هزار و دویست و شصت و چهارمین سال هجری خورشیدی است.

## زادگان
- فیروز فیروز : سیاستمدار ایرانی در اواخر دوره قاجار و اوایل دوره پهلوی.